# Вила Емерика Паскола
Вила Емерика Паскола (итал. Villa Emericha Pascola) је репрезентативни пример стамбеног објекта грађеног у стилу модерне. Саграђена је у Бањoj Луци у периоду између два светска рата. Вила је 2010. године проглашена за национални споменик Босне и Херцеговине. Једно време служила је као дипломатско-конзуларно представништво амбасаде Уједињеног Краљевства.

## Локација добра
Вила Емерика Паскола налази се на углу Грчке улице број 38 и Алеје Јована Дучића у Бања Луци. Налази се у близини Банског двора.
Локација на којој је саграђена породична кућа почела је да се развија за време аустроугарског управљања Босном и Херцеговином. У том периоду централно подручје Бања Луке почело је нагло да се развија и добија репрезентативне објекте. Поред објеката јавне намене у том подручју грађене су стамбене куће са пространим вртовима.
Након Првог светског рата, на углу Грчке и Алеје Јована Дучића, породица Пасколо саградила је два велика стамбена објекта. Породица Пасколо била је угледна бањалучка породица пореклом из Италије. Кућу Жоржа Паскола пројектовао је аритекта Суљаг Салихалић, а насупрот ње изграђена је вила Емерика Паскола у духу модерне. Емерико је рођен у Грацу, а већи део живота провео је у Бања Луци. Био је власник многобројних предузећа између осталог и хотела Палас и фирме за производњу брашна. Након Другог светског рата у поступку национализације, породица Паскол остала је без већег дела имовине, а наследници настављају да живе у Емериковој кући. У вили је становао и дотадашњи власник бањалучке циглане Емерик-Мирко Пасколо, Емериков син. Рушење многобројних објеката и католичког гробља, Грчка улица губи аутентичност и добија нове карактеристике.
У мају 1992. године у северном делу виле смештено је конзуларно представништво Уједињеног Краљевства. У периоду рата о 1992. до 1995. године, вила је имала стамбену и дипломатску функцију. Велика Британија се током 1999. године иселила из виле, а наследници породице Пасколо су продали оштећени објекат крајем 2003. године.

## Опис добра
Вила Емерика Паскола саграђена је пространом врту. Полигоналне је основе и састоји се од приземља, сутерена и мансарде. У кућу се улази на главна двокрилна врата смештена на јужној страни. Поред главног, постоји још два мања помоћна улаза са северне стране објекта. Кућа има два крила, западно и источно, која су међусобно повезана централним ходником. У источном крилу налази се велика репрезентативна просторија и северни хол који повезује улазни хол на западној страни. Хол је усмерен ка тераси и повезан са простором на југу. У западном крилу су такође налази велика соба и мање економске просторије које чине кухиња и купатило. У овом делу налази се и степениште којим је приземље повезано са сутереном и мансардом. Фасада куће грађена је под утицајем модерне док су декоративни елементи израђени под утицајем ранијих грађевинских праваца. Фасадом доминирају широки прозорски оквири.
Кућа је грађено уз употребу савремених материјала и техника. Коришћен је армирани бетон, пуна опека, дрво и камене плоче. Кров је саграђен од дрвене конструкције и покривен бибер црепом. Дебљина спољашњих зидова износи око 60 центиметара, док се унутрашњи грађени у распону од 30 до 60 центиметара. Укупна висина објекта је 8,5 метара.

## Степен заштите
Група грађана из Бања Луке поднела је 2003. године предлог Комисији за очување националних споменика да се дом породице Паскола уврсти у листу споменика Босне и Херцеговине. Наредне године предлог су подржали Град Бања Лука и Завод за заштиту културно-историјског и природног наслеђа Републике Српске. Комисија је покренула поступак и на седници одржаној 26. октобра 2010. године донела је одлуку о проглашењу виле Емерика Паскола за национални споменик.
Приликом проглашњена Комисија је затражила став Бранета Јанковића, власника виле. Бране је навео да вилу не треба називати по старим власницима (породица Пасколо) нити је треба прогласити за споменик културе. Међутим, Комисија није уважила његове ставове.
Пре проглашења за национални споменик, Завод за заштиту споменика културе и природе из Бања Луке је Вилу Паскоа сврстао у регистар објеката споменичке вредности.
Истраживачки и конзерваторско-рестаураторски радови указују да вила није доживела веће трансформације и да је добро одржавана све до 1992. године. Средином 1992. извршена је унутрашња промена како би објекат задовољио потребе конзуларно-дипломатског представништва Уједињеног Краљевства. То је подразумевало преграђивање великих просторија и промену њихове намене. Током 1998. године, представништво је исељено и вршена су само основна одржавања.